# Aspergillus niger
Aspergillus niger er en skimmelsvamp, som er klassificeret i kuglesækordenen. A. niger er navnet på det anamorfe stadium af svampen Eurotium sp., som er artens teleomorfe stadium. Den kan forårsage en sygdom kaldet sort muld på bestemte frugter og grønsager, som fx druer, løg og jordnødder og kan dermed også besmitte mad. A. niger vokser bedst ved en pH-værdi på 2,2.
A. niger-sporen kan også ramme almindelige træer som ahorn, men er ikke så skadelig for mennesker. Dog kan den, ved inhalering, give lungesygdom. A. niger kan også give øreinfektioner.
Den er overalt i jorden og er hyppigt observeret indendørs, hvor dens sorte kolonier ofte forveksles med Stachybotrys, som også er blevet kaldt "sort muld". Nogen stammer af A. niger producerer en indflydelsesrig mycotoxin kaldet ochratoxin.
A. niger bruges i industrien til fremstilling af bl.a. citronsyre (E330) og gluconsyre (E574).